# Gaetano Martino

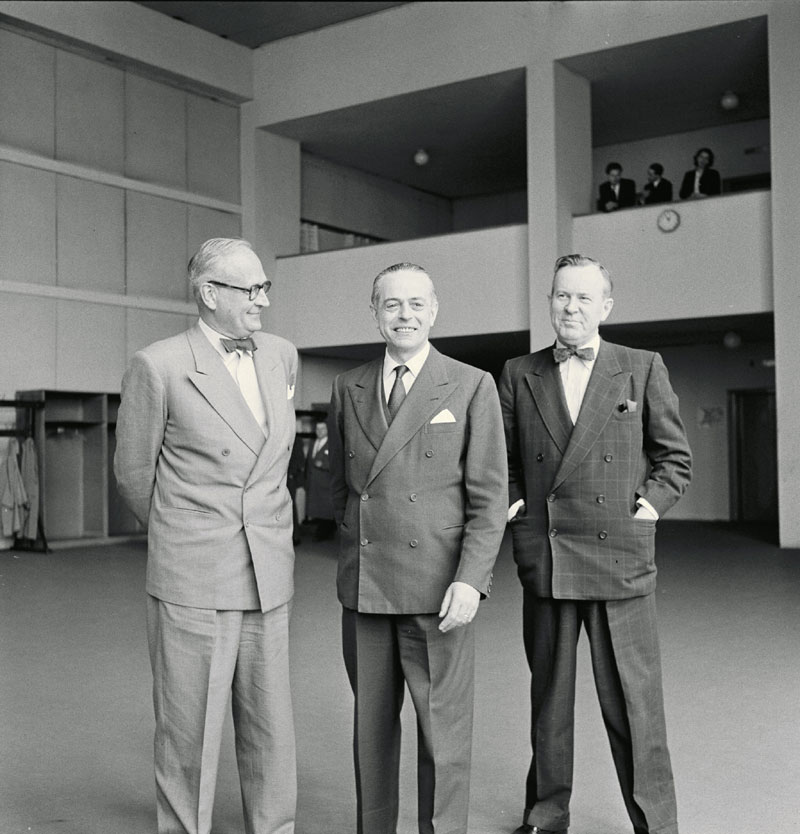
Halvard Lange (links), Gaetano Martino und Lester Pearson 1956

Gaetano Martino (* 25. November 1900 in Messina; †  21. Juli 1967 in Rom) war ein italienischer Politiker des Partito Liberale Italiano und Rektor der Universität Messina.
Martino, der von 1948 bis 1968 der Abgeordnetenkammer angehörte, diente in der Regierung Scelba 1954 zunächst als Bildungsminister, wurde jedoch nur kurze Zeit später zum Außenminister ernannt. Diese Position behielt er in der nachfolgenden Regierung von Ministerpräsident Segni bis 1957. In dieser Funktion war er 1955 Initiator der Konferenz von Messina, die auf seine Einladung hin stattfand und die Grundlagen für den Vertrag zur Gründung der Europäischen Gemeinschaft zwei Jahre später legte. 1956 hielt er als erster italienischer Minister eine Rede vor der UN-Generalversammlung.
1960 und 1961 war Gaetano Martino Chef der Delegation des italienischen Parlaments bei der 15. und 16. UN-Generalversammlung in New York, von 1962 bis 1964 war er Präsident des Europäischen Parlaments. Er ist der Vater von Antonio Martino, der von 1994 bis 1995 italienischer Außenminister war.

## Ehrungen
- 1956: Großkreuz des Verdienstordens der Bundesrepublik Deutschland

| Personendaten    | Personendaten                                                                         |
| ---------------- | ------------------------------------------------------------------------------------- |
| NAME             | Martino, Gaetano                                                                      |
| KURZBESCHREIBUNG | italienischer Politiker (Partito Liberale Italiano), Mitglied der Camera dei deputati |
| GEBURTSDATUM     | 25. November 1900                                                                     |
| GEBURTSORT       | Messina                                                                               |
| STERBEDATUM      | 21. Juli 1967                                                                         |
| STERBEORT        | Rom                                                                                   |